# Limnátide
As limnátides ou limnádes (em grego:  Λιμνατίδες ou Λιμνάδες, transl.: Limnatídes ou Limnádes; de λίμνη, límnê, "lago"), são ninfas associadas diretamente com a água parada dos lagos. Assim como qualquer divindade aquática, as belas Limnátides podiam se metamorfosear em outros seres e, dessa forma, seduzir suas vítimas.
A limnátide mais famosa se chamava Salmácis, e era a ninfa do lago em que se banhava o belo deus Hermafrodito, filho de Hermes e Afrodite. Sua fonte ficava próximo ao Mausoléu de Halicarnasso, na atual Turquia.
Apaixonada pela maravilhosa visão do filho de Afrodite, Salmácis agarrou o rapaz e implorou aos deuses que nunca mais os separassem. Seu desejo foi atendido e ambos foram fundidos num só, e Hermafrodito se tornou um ser andrógino, homem-mulher.